# شیلا گارسیا
شیلا گارسیا (انگلیسی: Sheila García؛ زادهٔ ۲۳ اکتبر ۱۹۹۳) بازیکن فوتبال اهل اسپانیا است.
وی همچنین در تیم ملی فوتبال زنان اسپانیا بازی کرده‌است.